# U-56号潜艇 (1938年)
U-56号（德語：U 56）是纳粹德国战争海军建造的八艘II-C型近岸潜艇（或称U艇）之一。它由基尔的德意志造船厂承建，于1938年9月3日下水，至同年11月26日交付使用。第二次世界大战期间，该艇曾执行过十二次巡逻作战，共计击沉同盟国或中立国的3艘商船和1艘辅助军舰，累积总吨位为25,783吨。1945年4月28日，U-56号在美军对基尔的空袭受损后退役，至同年5月3日自沉，残骸其后被打捞上岸拆解报废。

## 设计
II级潜艇是从一战中德意志帝国海军的UB级和UF级近岸潜艇发展而来。其外观尺寸小，造价便宜且易于生产，在很短时间内便能造好。这款艇具在设计上吸收了为芬兰海军定制的欧洲水鼬号的优点，是非常出色的训练艇。但由于它们体积较小，在海面上容易剧烈颠簸，因此也被德国人戏称为“独木舟”（Einbaum）。尽管如此，一些II级艇在训练任务与战斗行动中表现相当出色，许多II级艇的衍生型号也相继被建造出来。
U-56号是一款用于近岸水域作战的II-C型单壳体潜艇，它与前型很容易从外形上识别出来，因其司令塔的正面平滑且设置了第二部潜望镜，而不像II-A和II-B型那样呈梯状。为了进一步扩大续航力，该型艇的耐压壳在II-B型的基础上延长了1.4米，从而使全长达到43.9米。增加的部分用作在艇舯部插入两个额外的隔间，以容纳改进的无线电设施，并使燃料舱搭载量达到大约23吨。艇只的舷宽4.08米、高8.4米，并有3.82米的吃水深度，水上和水下排水量则分别增加至291吨和341吨。II-C型艇采用两台曼海姆发动机厂（MWM）生产的六缸四冲程350匹公制馬力（260千瓦特）柴油机用于水面运行，以及两台各配备36个AFA蓄电池组的205匹公制馬力（150千瓦特）西门子-舒克特（SSW）电动发电机用于水下航行；水面最高航速12節（22每小時），水下7節（13每小時）；能够在水面以8節（15每小時）航速续航3,800海里（7,000），或以4節（7.4每小時）连续在水下航行42海里（78）而无需充电。它具备双轴和两副直径为0.85米的螺旋桨，具备在80－150米的深度运行的能力，紧急下潜需时30秒。
武器装备方面，U-56号在艇艏内置有三具管径为533毫米的鱼雷发射管，呈倒三角形布置，其中左舷一具、右舷一具、底部的中线上还有一具；它们合共配备5枚G7型鱼雷，或可携带最多12枚TMA水雷。此外，该艇还搭载有一门20毫米30式高射炮作为甲板炮。其标准船员编制为3名军官及22名水兵。

## 历史
1937年6月17日，海军造舰局正式将八艘II-C型潜艇（U-56至U-63号）的建造合同发包予基尔的德意志造船厂。其中U-56号于1937年9月21日开始铺设龙骨，1938年9月3日下水，至同年11月26日在首度担任艇长的海军中尉威廉·察恩的指挥下交付使用。完成海试后，该艇成为驻基尔的埃姆斯曼潜艇区舰队的一份子，先后担任训练艇和作战艇直至1939年12月31日。当U艇编制于1940年1月1日重组时，它又加入了同驻基尔的第1潜艇区舰队担任前线艇。同年10月31日退出前线任务后，U-56号于11月1日至12月18日期间曾短暂被用作驻梅默尔的第24潜艇区舰队的训练艇，继而从12月19日到1944年6月30日在驻戈滕哈芬的第22潜艇区舰队服役。自7月1日起，它以教学艇身份换编至驻皮劳的第19潜艇区舰队。随着苏联红军于1945年初发动东普鲁士攻势下，德国人被迫放弃皮劳基地，该艇遂跟随区舰队自1945年2月起移驻基尔，直至同年4月28日退役。第二次世界大战期间，U-56号完成了十二次巡逻，共计击沉4艘同盟国舰船，以及击伤1艘英国商船，累积总吨位为29,612吨。

### 作战巡逻
U-56号的前五次巡逻都是在察恩的指挥下进行的，主要涉在北海北部和苏格兰沿岸观察航运情况。其中在第三次巡逻中，该艇于1939年10月30日在奥克尼群岛以西发现了由10艘驱逐舰护航的英国战列舰纳尔逊号、罗德尼号和战列巡洋舰胡德号，而时任第一海军大臣的温斯顿·丘吉尔、本土舰队总司令查尔斯·福布斯和第一海务大臣达德利·庞德都身处纳尔逊号舰上。起初，察恩的攻击最初几乎是不可能的，因为战列舰径直驶向他所处的阵位。然而，对方突然从之前的航线转向了20到30度，把它们带到U-56号的直接火力线上。首先进入察恩视野的是英国编队的领头舰罗德尼号。德国艇长决定让它溜走，然后将目光集中在下一艘进入射程的旗舰——纳尔逊号上。由于距离只有800米，U艇击中目标的可能性非常高。他从U-56号的三具鱼雷发射管向旗舰发射了三枚鱼雷，继而通过水听器聆听水下爆炸的独特声音。但声音始终没有传来。相反，U-56号的声纳操作员声称听到了两枚鱼雷撞击纳尔逊号舰体的声响，但未能引爆；第三枚鱼雷随后在海上爆炸，没有造成损坏。袭击发生后，察恩命令潜艇潜入更深的地方以规避深水炸弹，因为英国驱逐舰此时已经发现了它的存在。作为“差点杀死丘吉尔”的事件，这本来是二战中改变战局的决定性时刻，却变成了历史上最伟大的“假设”时刻之一。
U-56号的首个战功是在1939年12月2日的第四次巡逻期间取得，当时因大风而从HN-3号护航船队中掉队的英国货轮埃斯克登号（Eskdene，3,829总吨）于23:25在泰恩河东北约70海里（130）处被察恩发射的一枚鱼雷击中船舯部，但得益于从阿尔汉格尔斯克装载的木材货物，该船仍可维持漂浮。29名船员弃舰后被一艘挪威商船救起。约一小时后，即12月3日00:13，无护航且中立的瑞典货轮鲁道夫号（Rudolf，2,119总吨）在五月岛以东约40海里（74）处以8節（15每小時）的速度航行时，被察恩发射的一枚鱼雷击中船艉。该船于大约45分钟前被发现，并因没有明显的国籍标记而遭到袭击。爆炸将整个船体全部炸毁并沉没，导致9名船员死亡。接下来的第五次巡逻则是于12月27日前往英格兰东部海域布雷，在克罗斯沙洲周边为期十六天的布雷行动中，U-56号在编号为AN-7636的海军网格内共敷设了七枚水雷，造成1艘商船触雷沉没。受害者是容积总吨为1,333吨的芬兰货轮昂图号（Onto）, 它于1940年1月23日22:13在距史密斯·诺尔灯船约2.7海里（5.0）处撞上U-56号于1月8日布设的水雷而沉没，船员们迅速乘坐两艘救生艇弃船，无人伤亡。
海军中尉奥托·哈姆斯于1940年1月22日接替察恩担任艇长，他指挥了U-56号的最后七次巡逻（第六至第十二次）。4月4日上午08:17，哈姆斯带着火漆密令，率U-56号从威廉港启航执行第八次巡逻，参与德国入侵丹麦和挪威的威悉演习行动。两天后开启的密令指示该艇前往挪威海岸，从4月9日开始在挪威登陆期间支援德国陆军和海军，并阻止英国任何破坏入侵的企图。它与U-9、U-14、U-60和U-62号共同组成第三潜艇集群，作战区域位于卑尔根附近海域。4月14－15日夜间，U-56号和第三集群余部从供应母舰卡尔·彼得斯号获得海上补给，然后开始在特隆赫姆附近巡逻，以抵抗英国在该地区登陆。然而几天后，它们被U-17、U-23和U-24号接替，并向南向卑尔根进发。 至4月25日，英国人尚未登陆，U-56号及其它潜艇遂被部署至设得兰群岛以东。在经历了二十三天但一无所获的巡逻后，该艇于4月26日夜间21:10返回基尔。
哈姆斯率领U-56号取得的首个战功直至1940年7月25日执行的第十一次巡逻才取得，当时该艇已经移驻德占法国的洛里昂潜艇基地，得以从比斯开湾向大西洋出击。8月5日21:38分，哈姆斯在马林角西北方向朝OB-193号护航船队发射了两枚鱼雷，发现一枚鱼雷未击中，另一枚于7分25秒后爆炸。 然而，注册吨位为5,408吨的英国煤船博马号（Boma）在这次袭击中被击中，并于翌日沉没，造成3人罹难。五天后，即8月10日01:00，容积总吨高达16,923吨的英国武装商船巡洋舰特兰西瓦尼亚号在又马林角西北约40海里处被U-56号发射的一枚鱼雷击中。这艘隶属第10巡洋分舰队北方巡逻队的辅助军舰于15分钟前才被U艇发现，德国人却因鱼雷不足而提前撤退。受损的特兰西瓦尼亚号被拖船拖走，但在靠岸之前便已沉没，成为二战期间遭U艇击沉的最大型舰船之一。共有3名军官和33名水兵在袭击中阵亡。

### 结局
1945年4月3日，驻泊在基尔的U-56号在盟军的一次空袭中被美国炸弹严重炸损，遂于28日退役。至5月3日，该舰根据长期生效的“彩虹命令”而自行凿沉，尽管该命令在一天后便由海军元帅卡尔·邓尼茨撤销。沉没地点大致位于54°19′N 10°09′E / 54.317°N 10.150°E处。艇只残骸战后被打捞上岸并拆解报废。

## 袭击历史摘要
| 日期          | 船名           | 船籍         | 吨位   | 结局         |
| ------------- | -------------- | ------------ | ------ | ------------ |
| 1939年12月2日 | 埃斯克登号     | 英国         | 3,829  | 击伤         |
| 1939年12月3日 | 鲁道夫号       | 瑞典         | 2,119  | 击沉         |
| 1940年1月23日 | 昂图号         | 芬兰         | 1,333  | 击沉（触雷） |
| 1940年8月5日  | 博马号         | 英国         | 5,408  | 击沉         |
| 1940年8月10日 | 特兰西瓦尼亚号 | 英國皇家海軍 | 16,923 | 击沉         |